# Mulkharka
Mulkharka (en népalais : मूलखर्क) est un comité de développement villageois du Népal situé dans le district d'Okhaldhunga. Au recensement de 2011, il comptait 3 405 habitants.